# Aleksandr Frolov
Pour les articles homonymes, voir Frolov.
Aleksandr Aleksandrovitch Frolov en russe : Александр Александрович Фролов (Aleksandr Aleksandrovič Frolov) et en anglais : Alexander Alexandrovich Frolov (né le 19 juin 1982 à Moscou en URSS) est un joueur professionnel russe de hockey sur glace.

## Biographie

### Carrière en club
Frolov fut choisi au premier tour du repêchage d'entrée dans la LNH 2000 (20e choix au total) par les Kings de Los Angeles et fit ses débuts dans la Ligue nationale de hockey deux ans plus tard au cours de la saison 2002-2003 de la LNH. Le 25 octobre 2002, lors de son septième match, il inscrivit son premier but. 
Au cours du lock-out 2004-2005, Frolov est retourné jouer en Superliga pour les clubs de Moscou: HK CSKA Moscou puis HK Dinamo Moscou. Au début de la saison suivante, il décide de rester en Superliga et de rejoindre le club Avangard Omsk et déclare qu'il souhaite jouer la saison en Russie. Malgré tout, environ un mois plus tard, il signe un contrat de 5 ans (14,5 millions de dollars) avec les Kings et repart dans la Ligue nationale de hockey.
Le 13 novembre 2005, au cours d'une victoire 8 à 2 contre les Blue Jackets de Columbus, il réalise le premier tour du chapeau de sa carrière. Cependant, il connaît, malgré des saisons respectables de 50 à 70 points, des années difficiles où l'on réalise qu'il n'est pas nécessairement le joueur talentueux que l'on voyait en lui en 2000. Le 27 juillet 2010, ce joueur autonome fort recherché a signé une entente d'un an avec les Rangers de New-York pour 3 millions de dollars, ce qui met fin aux spéculations d'un éventuel départ dans la KHL où il avait reçu des offres intéressantes.
Le 12 mai 2011, il signe un contrat de 3 ans avec l'Avangard Omsk dans la KHL, mettant un terme à son passage dans la LNH.
Il met un terme à sa carrière le 15 septembre 2014.

### Carrière internationale
Frolov fait partie de l'équipe de Russie de hockey sur glace qui va aux Jeux olympiques d'hiver 2006 à Turin. Il se blesse à l'épaule au cours d'un match contre le Kazakhstan (sa blessure lui fera manquer également 10 matchs de LNH). Il a également participé aux Championnats du monde de 2003 et à la Coupe du monde de 2004.
Il dispute les championnats du monde de 2007 (médaille de bronze) et remporte le titre mondial aux championnats du monde de 2009. Après cette médaille d'or, il gagne encore la médaille d'argent lors des championnats du monde de 2010

## Trophées et honneurs personnels

### Kontinentalnaïa Hokkeïnaïa Liga
- 2012 : participe au quatrième Match des étoiles avec la conférence Est.

## Statistiques
| Saison           | Équipe                 | Ligue            |     | Saison régulière | Saison régulière | Saison régulière | Saison régulière | Saison régulière |   | Séries éliminatoires | Séries éliminatoires | Séries éliminatoires | Séries éliminatoires | Séries éliminatoires |
| Saison           | Équipe                 | Ligue            | PJ  | B                | A                | Pts              | Pun              | PJ               | B | A                    | Pts                  | Pun                  |                      |                      |
| 1998-1999        | HK Spartak Moscou      | Vyschaïa liga    | 1   | 0                | 0                | 0                | 0                | -                | - | -                    | -                    | -                    |                      |                      |
| 1999-2000        | Lokomotiv Iaroslavl 2  | Pervaïa Liga     | 25  | 11               | 13               | 24               | 10               | -                | - | -                    | -                    | -                    |                      |                      |
| 2000-2001        | Krylia Sovetov         | Vyschaïa liga    | 44  | 20               | 19               | 39               | 8                | 14               | 8 | 8                    | 16                   | 4                    |                      |                      |
| 2000-2001        | Krylia Sovetov         | Pervaïa liga     | 2   | 0                | 0                | 0                | 4                | -                | - | -                    | -                    | -                    |                      |                      |
| 2001-2002        | Krylia Sovetov         | Superliga        | 42  | 18               | 13               | 31               | 16               | 3                | 1 | 0                    | 1                    | 0                    |                      |                      |
| 2002-2003        | Kings de Los Angeles   | LNH              | 79  | 14               | 17               | 31               | 34               | -                | - | -                    | -                    | -                    |                      |                      |
| 2003-2004        | Kings de Los Angeles   | LNH              | 77  | 24               | 24               | 48               | 24               | -                | - | -                    | -                    | -                    |                      |                      |
| 2004-2005        | HK CSKA Moscou         | Superliga        | 42  | 20               | 17               | 37               | 10               | -                | - | -                    | -                    | -                    |                      |                      |
| 2004-2005        | HK Dinamo Moscou       | Superliga        | 6   | 2                | 1                | 3                | 2                | 6                | 2 | 1                    | 3                    | 0                    |                      |                      |
| 2005-2006        | Kings de Los Angeles   | LNH              | 69  | 21               | 33               | 54               | 40               | -                | - | -                    | -                    | -                    |                      |                      |
| 2006-2007        | Kings de Los Angeles   | LNH              | 82  | 35               | 36               | 71               | 34               | -                | - | -                    | -                    | -                    |                      |                      |
| 2007-2008        | Kings de Los Angeles   | LNH              | 71  | 23               | 44               | 67               | 22               | -                | - | -                    | -                    | -                    |                      |                      |
| 2008-2009        | Kings de Los Angeles   | LNH              | 77  | 32               | 27               | 59               | 30               | -                | - | -                    | -                    | -                    |                      |                      |
| 2009-2010        | Kings de Los Angeles   | LNH              | 81  | 19               | 32               | 51               | 26               | 6                | 1 | 3                    | 4                    | 0                    |                      |                      |
| 2010-2011        | Rangers de New York    | LNH              | 43  | 7                | 9                | 16               | 8                | -                | - | -                    | -                    | -                    |                      |                      |
| 2011-2012        | Avangard Omsk          | KHL              | 54  | 12               | 12               | 24               | 16               | -                | - | -                    | -                    | -                    |                      |                      |
| 2012-2013        | Avangard Omsk          | KHL              | 47  | 13               | 28               | 41               | 10               | 10               | 0 | 2                    | 2                    | 2                    |                      |                      |
| 2013-2014        | Avangard Omsk          | KHL              | 22  | 3                | 8                | 11               | 4                | -                | - | -                    | -                    | -                    |                      |                      |
| 2013-2014        | HK CSKA Moscou         | KHL              | 29  | 6                | 3                | 9                | 6                | 4                | 0 | 0                    | 0                    | 2                    |                      |                      |
| 2015-2016        | Torpedo Nijni Novgorod | KHL              | 47  | 6                | 13               | 19               | 14               | 8                | 3 | 0                    | 3                    | 4                    |                      |                      |
| 2016-2017        | Torpedo Nijni Novgorod | KHL              | 34  | 7                | 11               | 18               | 20               | 2                | 1 | 0                    | 1                    | 4                    |                      |                      |
| 2017-2018        | Amour Khabarovsk       | KHL              | 47  | 6                | 4                | 10               | 35               | 2                | 0 | 0                    | 0                    | 0                    |                      |                      |
| 2018-2019        | Daemyung Killer Whales | Asia League      | 32  | 16               | 12               | 28               | 12               | 3                | 0 | 2                    | 2                    | 0                    |                      |                      |
| Totaux LNH       | Totaux LNH             | Totaux LNH       | 579 | 175              | 222              | 397              | 218              | 6                | 1 | 3                    | 4                    | 0                    |                      |                      |
| Totaux Superliga | Totaux Superliga       | Totaux Superliga | 90  | 40               | 31               | 71               | 28               | 9                | 3 | 1                    | 4                    | 0                    |                      |                      |